# Robert Donat
Robert Donat (Withington, Manchester, 18 de março de 1905 – Londres, 9 de junho de 1958) foi um ator britânico de teatro e cinema, celebrizado pela interpretação vencedora de um Óscar por Adeus, Mr. Chips, em 1939.
O seu aspecto atraente e os papéis ousados em The Count of Monte Cristo (Conde de Monte Cristo) de 1934 e de Richard Hannay no filme de espionagem The 39 Steps (1935) fizeram com que ele fosse idolatrado pelo público feminino. Minado pela doença, o seu último papel foi de mandarim em The Inn of the Sixth Happiness (A pousada da sexta felicidade) de 1958, com Ingrid Bergman.